# Pierre Étienne Rémillieux
Pierre Étienne Rémillieux Vienne (Isère), 1811- Lyon, 1856) pintor francés.
Alumno de Claude Bonnefond y Augustin Thiérrat en l’École nationale des beaux-arts de Lyon, expuso en el Salón de París (1841-1855) donde obtuvo una medalla de tercera clase en 1841 y de segunda en 1847.

## Museos
- Lyon, Musée des Beaux-Arts, Groupe de fleurs dans une coupe de fleurs, - Fleurs et fruits,
- Montpellier, Musée Fabre, Vase de Fleurs.

## Subastas
- París, 18 /12/ 1995, Enfant posant devant une balustrade et tenant un arc et une flèche, huile sur toile, 23 000 FF.
- Nueva York, Sotheby's, 24 /10/ 1996 Poire, pêches et prunes sur un entablement, huile sur toile, 9 200 $